# Lista över fågelarter observerade i Sverige
Detta är en lista över de fåglar som förekommit spontant minst en gång i Sverige (och blivit godkända av BirdLife Sveriges raritetskommitté), inklusive de fyra inplanterade eller förrymda arter som etablerat en frihäckande population (kanadagås, mandarinand, fasan och tamduva) och arter som kan härröra från sådant bestånd utanför Sverige (stripgås, nilgås och amerikansk kopparand).

## A
| - Aftonfalk - Alfågel - Alförrädare - Alkekung - Alpjärnsparv - Alpseglare - Amerikansk beckasin - Amerikansk bläsand - Amerikansk knölsvärta | - Amerikansk kopparand - Amerikansk piplärka - Amerikansk rördrom - Amerikansk sjöorre - Amerikansk skogssnäppa - Amerikansk tundrapipare - Amurfalk - Asiatisk kalanderlärka - Azurmes |

## B
| - Backsvala - Balkansångare - Baltimoretrupial - Beigekindad skogstrast - Bergand - Bergfink - Berglärka - Bergortolan - Bergtajgasångare - Bergsångare - Berguv - Beringvarfågel - Beringärla - Bivråk - Biätare | - Björktrast - Blek tornseglare - Blå kärrhök - Blåhake - Blåkråka - Blåmes - Blåtrast - Blåvingad årta - Bläsand - Bläsgås - Bofink - Brandkronad kungsfågel - Brednäbbad simsnäppa - Bredstjärtad labb | - Brokig kardinal - Bronsibis - Brun glada - Brun kärrhök - Brunsula - Brun törnskata - Brunand - Brunsångare - Bruntrast - Brushane - Buskskvätta - Busksångare - Bändelkorsnäbb |

## C
- Citronärla

## D
| - Dalripa - Dammsnäppa - Desertaspetrell/kapverdepetrell/madeirapetrell - Diomedeslira - Domherre - Drillsnäppa - Dubbelbeckasin - Dubbeltrast - Duvhök - Dvärgbeckasin - Dvärgmås - Dvärgsnögås | - Dvärgrördrom - Dvärgskarv - Dvärgsnäppa - Dvärgsnögås - Dvärgsparv - Dvärgspov - Dvärgsumphöna - Dvärgsångare - Dvärgsävsparv - Dvärguv - Dvärgörn |

## E
- Ejder
- Eksångare
- Eleonorafalk
- Enkelbeckasin
- Entita
- Eremitskogstrast

## F
| - Fasan - Fiskgjuse - Fiskmås - Fisktärna - Fjällabb - Fjällgås - Fjällpipare - Fjällripa | - Fjälluggla - Fjällvråk - Flodsångare - Fläckdrillsnäppa - Forsärla - Fältpiplärka - Fältsångare |

## G
| - Garfågel Status: Utdöd (E) - Glasögonflugsnappare - Gluttsnäppa - Gransångare - Gravand - Grå flugsnappare - Grågam - Grågås - Gråhakedopping - Gråhalsad trast - Gråhuvad sparv - Gråhuvad vipa - Gråhäger - Grålira | - Gråsiska - Gråsparv - Gråspett - Gråtrut - Gräsand - Gräshoppsångare - Grässångare - Grön biätare - Grönbena - Grönfink - Gröngöling - Grönsiska - Grönsångare - Gulbrynad sparv | - Gulbröstad snäppa - Guldtrast - Gulgrå sparv - Gulhämpling - Gulkindad kricka - Gulnäbbad lira - Gulsparv - Gulärla - Gyllensparv - Gåsgam - Gärdsmyg - Gök - Göktyta |

## H
| - Halsbandsflugsnappare - Havssula - Havstrut - Havsörn - Hornuggla - Hudsonspov - Hussvala | - Hämpling - Härfågel - Härmsångare - Höksångare - Hökuggla - Hökörn |

## I
- Iberisk gransångare
- Isabellastenskvätta
- Isabellatörnskata
- Ismås

## J
- Jaktfalk
- Jorduggla
- Jungfrutrana
- Järnsparv
- Järpe

## K
| - Kaja - Kalanderlärka - Kamtjatkapipare - Kanadagås - Karolinasumphöna - Kaspisk pipare - Kaspisk trut - Kattuggla - Kaukasisk lundsångare - Kaveldunsångare - Kejsarörn - Kentsk tärna - Klippkaja | - Klippsparv - Klippsvala - Klykstjärtad stormsvala - Knipa - Knölsvan - Kohäger - Koltrast - Kolymasnäppa - Kornknarr - Kornsparv - Korp - Korttålärka - Kragtrapp | - Kråka - Kricka - Kungsfiskare - Kungsfågel - Kungsfågelsångare - Kungsörn - Kustlabb - Kustpipare - Kustsnäppa - Kärrsnäppa - Kärrsångare - Kärrtärna |

## L
| - Ladusvala - Lappmes - Lappsparv - Lappuggla - Lavskrika - Ljungpipare | - Lundsångare - Lunnefågel - Långnäbbad mås - Långtåsnäppa - Lärkfalk - Lövsångare |

## M
| - Macchiasångare - Mandarinand - Masktörnskata - Medelhavslira - Medelhavstrut - Mellanspett - Mindre albatross - Mindre beckasinsnäppa - Mindre bergand - Mindre flugsnappare - Mindre gulbena - Mindre hackspett - Mindre korsnäbb | - Mindre lira - Mindre skrikörn - Mindre strandpipare - Mindre sumphöna - Mindre sångsvan - Minervauggla - Mongolfink - Mongolpiplärka - Morkulla - Mosnäppa - Myrsnäppa - Myrspov |

## N
- Natthäger
- Nattskärra
- Nilgås
- Nordsångare
- Nunnestenskvätta
- Näktergal
- Nötkråka
- Nötskrika
- Nötväcka

## O
- Orientpipare
- Orientseglare
- Orientvadarsvala
- Ormvråk
- Ormörn
- Orre
- Ortolansparv

## P
| - Papegojalka - Pilfink - Pilgrimsfalk - Piparsnäppa - Polargås - Polyglottsångare - Praktejder - Provencesångare | - Prutgås - Prärielöpare - Präriemås - Präriesimsnäppa - Prärietrana - Pungmes - Purpurhäger - Pärluggla |

## R
| - Rallhäger - Rapphöna - Ringand - Ringduva - Ringnäbbad mås - Ringtrast - Rosenfink - Rosenmås - Rosensångare - Rosenstare - Rosentärna - Roskarl - Rostand - Rostgumpad törnskata | - Rostgumpsvala - Rostskogstrast - Rostsparv - Rostsångare - Rubinnäktergal - Råka - Röd glada - Rödbena - Rödfalk - Rödhake - Rödhalsad gås - Rödhalsad snäppa - Rödhuvad dykand - Rödhuvad törnskata | - Rödkindad sparv - Rödspov - Rödstjärt - Rödstrupig piplärka - Rödstrupig sångare - Rödtrast - Rödvingad vadarsvala - Rödvingetrast - Rödögd vireo - Rördrom - Rörhöna - Rörsångare |

## S
| - Salskrake - Sammetshätta - Sandlöpare - Sandsnäppa - Sandtärna - Saxaulsångare - Sibirisk gråsnäppa - Sibirisk järnsparv - Sibirisk knölsvärta - Sibirisk lundsångare - Sibirisk piplärka - Sibirisk trast - Sibirisk tundrapipare - Sidensvans - Silkeshäger - Sillgrissla - Silltrut - Silvertärna - Sjöorre - Skata - Skatgök - Skedand - Skedstork - Skogsduva - Skogsgås - Skogssnäppa - Skorstenseglare - Skrattmås - Skräntärna - Skäggdopping - Skäggmes - Skäggtärna - Skärfläcka - Skärpiplärka - Skärsnäppa - Slaguggla - Smalnäbbad simsnäppa - Smutsgam - Smådopping - Småfläckig sumphöna - Smålom - Småskrake - Småsnäppa - Småspov - Småtrapp - Småtärna | - Snatterand - Snösparv - Sommargylling - Sothöna - Sottärna - Sotvingad mås - Spansk sparv - Sparvhök - Sparvuggla - Spetsbergsgrissla - Spetsbergsgås - Spetsstjärtad duva - Spetsstjärtad snäppa - Spillkråka - Spovsnäppa - Stare - Starrsångare - Steglits - Stenfalk - Stenknäck - Stenpiplärka - Stenskvätta - Stensvala - Stentrast - Stillahavslom - Stjärtand - Stjärtmes - Storlabb - Storlom - Stormfågel - Stormsvala - Storskarv - Storskrake - Storspov - Stortrapp - Strandskata - Stripgås - Strömand - Strömstare - Stubbstjärtseglare - Styltlöpare - Styltsnäppa - Stäppflyghöna - Stäpphök - Stäppsångare - Stäppvipa | - Stäppörn - Större beckasinsnäppa - Större gulbena - Större hackspett - Större korsnäbb - Större lira - Större piplärka - Större skrikörn - Större strandpipare - Större turturduva - Sumpcettia - Sumpvipa - Svart buskskvätta - Svart rödstjärt - Svart stork - Svartand - Svartbent strandpipare - Svartbrynad albatross - Svarthakad buskskvätta - Svarthakedopping - Svarthalsad dopping - Svarthalsad trast - Svarthuvad mås - Svarthuvad sparv - Svarthuvad trut - Svarthätta - Svartlärka - Svartmes - Svartnäbbad islom - Svartpannad törnskata - Svartsnäppa - Svartstrupig järnsparv - Svarttärna - Svartvingad glada - Svartvingad vadarsvala - Svartvit flugsnappare - Svärta - Sydnäktergal - Sånglärka - Sångsparv - Sångsvan - Sädesärla - Sävsparv - Sävsångare |

## T
| - Taggstjärtseglare - Tajgablåstjärt - Tajgaflugsnappare - Tajgasångare - Talgoxe - Tallbit - Tallsparv - Talltita - Taltrast - Tamduva - Tempelsvala - Tereksnäppa - Tibetpipare - Tjockfot - Tjäder - Tobisgrissla - Tofslunne | - Tofslärka - Tofsmes - Tofsvipa - Toppskarv - Tordmule - Tornfalk - Tornseglare - Tornuggla - Trana - Trastsångare - Tretåig hackspett - Tretåig mås - Trädgårdssångare - Trädgårdsträdkrypare - Trädkrypare - Trädlärka | - Trädmås - Trädpiplärka - Träsksångare - Tundrapiplärka - Tundrasnäppa - Tundrasparv - Turkduva - Turkestanlärka - Turkestantörnskata - Turturduva - Tuvsnäppa - Tygeltärna - Tärnmås - Törnskata - Törnsångare |

## V
| - Vaktel - Vandringstrast - Varfågel - Vassångare - Vattenpiplärka - Vattenrall - Vattensångare - Videsparv - Videsångare | - Vigg - Vinterhämpling - Vit stork - Vitgumpad buskskvätta - Vitgumpseglare - Vitgumpsnäppa - Vitkindad gås - Vitnackad svärta - Vitnäbbad islom | - Vitryggig hackspett - Vitstrupig näktergal - Vitstrupig sparv - Vittrut - Vitvingad lärka - Vitvingad trut - Vitvingad tärna - Vitögd dykand - Västlig medelhavsstenskvätta |

## Å
- Årta

## Ä
- Ägretthäger
- Ängshök
- Ängspiplärka
- Ärtsångare

## Ö
- Ökenlöpare
- Ökennattskärra
- Ökenpipare
- Ökenstenskvätta
- Ökensångare
- Ökentrumpetare
- Örnvråk
- Östlig kronsångare
- Östlig medelhavsstenskvätta

## Sorterbar lista
Denna sorterbara lista över fåglar i Sverige är en förteckning över alla
1. arter som regelbundet häckar i Sverige
2. arter vars status som regelbunden häckningsfågel är osäker
3. flyttfåglar som uppträder i Sverige på regelbunden basis
4. tillfälliga gäster som anträffats i fler än 100 exemplar
5. tillfälliga gäster som anträffats i färre än 100 exemplar
6. tillfälliga gäster som anträffats i färre än 100 exemplar, nu utdöda

| Status | Svenskt artnamn                                | Latinskt artnamn                                      |
| ------ | ---------------------------------------------- | ----------------------------------------------------- |
| 4      | Aftonfalk                                      | Falco vespertinus                                     |
| 1      | Alfågel                                        | Clangula hyemalis                                     |
| 4      | Alförrädare                                    | Polysticta stelleri                                   |
| 4      | Alkekung                                       | Alle alle                                             |
| 5      | Alpjärnsparv                                   | Prunella collaris                                     |
| 5      | Alpseglare                                     | Tachymarptis melba                                    |
| 5      | Amerikansk beckasin                            | Gallinago delicata                                    |
| 5      | Amerikansk bläsand                             | Mareca americana                                      |
| 5      | Amerikansk knölsvärta                          | Melanitta deglandi                                    |
| 5      | Amerikansk kopparand                           | Oxyura jamaicensis                                    |
| 5      | Amerikansk piplärka                            | Anthus rubescens                                      |
| 5      | Amerikansk rördrom                             | Botaurus lentiginosus                                 |
| 5      | Amerikansk sjöorre                             | Melanitta americana                                   |
| 5      | Amerikansk skogssnäppa                         | Tringa solitaria                                      |
| 5      | Amerikansk tundrapipare                        | Pluvialis dominica                                    |
| 5      | Amurfalk                                       | Falco amurensis                                       |
| 5      | Asiatisk kalanderlärka                         | Melanocorypha bimaculata                              |
| 5      | Azurmes                                        | Cyanistes cyanus                                      |
| 1      | Backsvala                                      | Riparia riparia                                       |
| 5      | Balkansångare                                  | Phylloscopus orientalis                               |
| 5      | Baltiomoretrupial                              | Icterus galbula                                       |
| 5      | Beigekindad skogstrast                         | Catharus ustulatus                                    |
| 1      | Bergand                                        | Aythya marila                                         |
| 1      | Bergfink                                       | Fringilla montifringilla                              |
| 1      | Berglärka                                      | Eremophila alpestris                                  |
| 5      | Bergortolan                                    | Emberiza buchanani                                    |
| 4      | Bergtajgasångare                               | Phylloscopus humei                                    |
| 5      | Bergsångare                                    | Phylloscopus bonelli                                  |
| 1      | Berguv                                         | Bubo bubo                                             |
| 5      | Beringvarfågel                                 | Lanius borealis                                       |
| 5      | Beringärla                                     | Motacilla tschutschensis                              |
| 1      | Bivråk                                         | Pernis apivorus                                       |
| 2      | Biätare                                        | Merops apiaster                                       |
| 1      | Björktrast                                     | Turdus pilaris                                        |
| 5      | Blek tornseglare                               | Apus pallidus                                         |
| 1      | Blå kärrhök                                    | Circus cyaneus                                        |
| 1      | Blåhake                                        | Luscinia svecica                                      |
| 4      | Blåkråka                                       | Coracias garrulus                                     |
| 1      | Blåmes                                         | Cyanistes caeruleus                                   |
| 5      | Blåtrast                                       | Monticola solitarius                                  |
| 5      | Blåvingad årta                                 | Spatula discors                                       |
| 1      | Bläsand                                        | Mareca penelope                                       |
| 3      | Bläsgås                                        | Anser albifrons                                       |
| 1      | Bofink                                         | Fringilla coelebs                                     |
| 1      | Brandkronad kungsfågel                         | Regulus ignicapillus                                  |
| 4      | Brednäbbad simsnäppa                           | Phalaropus fulicarius                                 |
| 4      | Bredstjärtad labb                              | Stercorarius pomarinus                                |
| 5      | Brokig kardinal                                | Pheucticus ludovicianus                               |
| 5      | Bronsibis                                      | Plegadis falcinellus                                  |
| 1      | Brun glada                                     | Milvus migrans                                        |
| 1      | Brun kärrhök                                   | Circus aeruginosus                                    |
| 5      | Brun törnskata                                 | Lanius cristatus                                      |
| 5      | Brunsula                                       | Sula leucogaster                                      |
| 1      | Brunand                                        | Aythya ferina                                         |
| 4      | Brunsångare                                    | Phylloscopus fuscatus                                 |
| 5      | Bruntrast                                      | Turdus naumanni                                       |
| 1      | Brushane                                       | Calidris pugnax                                       |
| 1      | Buskskvätta                                    | Saxicola rubetra                                      |
| 1      | Busksångare                                    | Acrocephalus dumetorum                                |
| 1      | Bändelkorsnäbb                                 | Loxia leucoptera                                      |
| 4      | Citronärla                                     | Motacilla citreola                                    |
| 1      | Dalripa                                        | Lagopus lagopus                                       |
| 4      | Dammsnäppa                                     | Tringa stagnatilis                                    |
| 5      | Desertaspetrell/Kapverdepetrell/Madeirapetrell | Pterodroma deserta/Pterodroma feae/Pterodroma madeira |
| 5      | Diomedeslira                                   | Calonectris diomedea                                  |
| 1      | Domherre                                       | Pyrrhula pyrrhula                                     |
| 1      | Drillsnäppa                                    | Actitis hypoleucos                                    |
| 1      | Dubbelbeckasin                                 | Gallinago media                                       |
| 1      | Dubbeltrast                                    | Turdus viscivorus                                     |
| 1      | Duvhök                                         | Astur gentilis                                        |
| 1      | Dvärgbeckasin                                  | Lymnocryptes minimus                                  |
| 1      | Dvärgmås                                       | Hydrocoloeus minutus                                  |
| 5      | Dvärgrördrom                                   | Botaurus minutus                                      |
| 5      | Dvärgskarv                                     | Microcarbo pygmaeus                                   |
| 5      | Dvärgsnäppa                                    | Calidris minutilla                                    |
| 5      | Dvärgsnögås                                    | Anser rossii                                          |
| 1      | Dvärgsparv                                     | Emberiza pusilla                                      |
| 5      | Dvärgspov                                      | Numenius minutus                                      |
| 5      | Dvärgsumphöna                                  | Zapornia pusilla                                      |
| 5      | Dvärgsångare                                   | Phylloscopus neglectus                                |
| 5      | Dvärgsävsparv                                  | Emberiza pallasi                                      |
| 5      | Dvärguv                                        | Otus scops                                            |
| 5      | Dvärgörn                                       | Hieraaetus pennatus                                   |
| 1      | Ejder                                          | Somateria mollissima                                  |
| 5      | Eksångare                                      | Iduna pallida                                         |
| 5      | Eleonorafalk                                   | Falco eleonorae                                       |
| 1      | Enkelbeckasin                                  | Gallinago gallinago                                   |
| 1      | Entita                                         | Poecile palustris                                     |
| 5      | Eremitskogstrast                               | Catharus guttatus                                     |
| 1      | Fasan                                          | Phasianus colchicus                                   |
| 1      | Fiskgjuse                                      | Pandion haliaetus                                     |
| 1      | Fiskmås                                        | Larus canus                                           |
| 1      | Fisktärna                                      | Sterna hirundo                                        |
| 1      | Fjällabb                                       | Stercorarius longicaudus                              |
| 2      | Fjällgås                                       | Anser erythropus                                      |
| 1      | Fjällpipare                                    | Eudromias morinellus                                  |
| 1      | Fjällripa                                      | Lagopus muta                                          |
| 2      | Fjälluggla                                     | Bubo scandiacus                                       |
| 1      | Fjällvråk                                      | Buteo lagopus                                         |
| 1      | Flodsångare                                    | Locustella fluviatilis                                |
| 5      | Fläckdrillsnäppa                               | Actitis macularia                                     |
| 1      | Forsärla                                       | Motacilla cinerea                                     |
| 1      | Fältpiplärka                                   | Anthus campestris                                     |
| 5      | Fältsångare                                    | Acrocephalus agricola                                 |
| 6      | Garfågel                                       | Pinguinus impennis                                    |
| 5      | Glasögonflugsnappare                           | Muscicapa dauurica                                    |
| 1      | Gluttsnäppa                                    | Tringa nebularia                                      |
| 1      | Gransångare                                    | Phylloscopus collybita                                |
| 1      | Gravand                                        | Tadorna tadorna                                       |
| 1      | Grå flugsnappare                               | Muscicapa striata                                     |
| 5      | Grågam                                         | Aegypius monachus                                     |
| 1      | Grågås                                         | Anser anser                                           |
| 1      | Gråhakedopping                                 | Podiceps grisegena                                    |
| 5      | Gråhalsad trast                                | Turdus obscurus                                       |
| 5      | Gråhuvad sparv                                 | Emberiza spodocephala                                 |
| 5      | Gråhuvad vipa                                  | Vanellus cinereus                                     |
| 1      | Gråhäger                                       | Ardea cinerea                                         |
| 4      | Grålira                                        | Ardenna grisea                                        |
| 1      | Gråsiska                                       | Acanthis flammea                                      |
| 1      | Gråsparv                                       | Passer domesticus                                     |
| 1      | Gråspett                                       | Picus canus                                           |
| 1      | Gråtrut                                        | Larus argentatus                                      |
| 1      | Gräsand                                        | Anas platyrhynchos                                    |
| 1      | Gräshoppsångare                                | Locustella naevia                                     |
| 5      | Grässångare                                    | Cisticola juncidis                                    |
| 5      | Grön biätare                                   | Merops persicus                                       |
| 1      | Grönbena                                       | Tringa glareola                                       |
| 1      | Grönfink                                       | Chloris chloris                                       |
| 1      | Gröngöling                                     | Picus viridis                                         |
| 1      | Grönsiska                                      | Spinus spinus                                         |
| 1      | Grönsångare                                    | Phylloscopus sibilatrix                               |
| 5      | Gulbrynad sparv                                | Emberiza chrysophrys                                  |
| 5      | Gulbröstad snäppa                              | Calidris bairdii                                      |
| 5      | Guldtrast                                      | Zoothera dauma                                        |
| 5      | Gulgrå sparv                                   | Emberiza cineracea                                    |
| 1      | Gulhämpling                                    | Serinus serinus                                       |
| 5      | Gulkindad kricka                               | Sibirionetta formosa                                  |
| 4      | Gulnäbbad lira                                 | Calonectris borealis                                  |
| 1      | Gulsparv                                       | Emberiza citrinella                                   |
| 1      | Gulärla                                        | Motacilla flava                                       |
| 5      | Gyllensparv                                    | Emberiza aureola                                      |
| 5      | Gåsgam                                         | Gyps fulvus                                           |
| 1      | Gärdsmyg                                       | Troglodytes troglodytes                               |
| 1      | Gök                                            | Cuculus canorus                                       |
| 1      | Göktyta                                        | Jynx torquilla                                        |
| 1      | Halsbandsflugsnappare                          | Ficedula albicollis                                   |
| 4      | Havssula                                       | Morus bassanus                                        |
| 1      | Havstrut                                       | Larus marinus                                         |
| 1      | Havsörn                                        | Haliaeetus albicilla                                  |
| 1      | Hornuggla                                      | Asio otus                                             |
| 5      | Hudsonspov                                     | Limosa haemastica                                     |
| 1      | Hussvala                                       | Delichon urbicum                                      |
| 1      | Hämpling                                       | Linaria cannabina                                     |
| 4      | Härfågel                                       | Upupa epops                                           |
| 1      | Härmsångare                                    | Hippolais icterina                                    |
| 1      | Höksångare                                     | Curruca nisoria                                       |
| 1      | Hökuggla                                       | Surnia ulula                                          |
| 5      | Hökörn                                         | Aquila fasciata                                       |
| 5      | Iberisk gransångare                            | Phylloscopus ibericus                                 |
| 5      | Isabellastenskvätta                            | Oenanthe isabellina                                   |
| 5      | Isabellatörnskata                              | Lanius isabellinus                                    |
| 5      | Ismås                                          | Pagophila eburnea                                     |
| 1      | Jaktfalk                                       | Falco rusticolus                                      |
| 1      | Jorduggla                                      | Asio flammeus                                         |
| 5      | Jungfrutrana                                   | Grus virgo                                            |
| 1      | Järnsparv                                      | Prunella modularis                                    |
| 1      | Järpe                                          | Tetrastes bonasia                                     |
| 1      | Kaja                                           | Coloeus monedula                                      |
| 5      | Kalanderlärka                                  | Melanocorypha calandra                                |
| 5      | Kamtjatkapipare                                | Anarhynchus mongolus                                  |
| 1      | Kanadagås                                      | Branta canadensis                                     |
| 5      | Karolinasumphöna                               | Porzana carolina                                      |
| 5      | Kaspisk pipare                                 | Anarhynchus asiaticus                                 |
| 4      | Kaspisk trut                                   | Larus cachinnans                                      |
| 1      | Kattuggla                                      | Strix aluco                                           |
| 5      | Kaukasisk lundsångare                          | Phylloscopus nitidus                                  |
| 5      | Kaveldunsångare                                | Acrocephalus melanopogon                              |
| 5      | Kejsarörn                                      | Aquila heliaca                                        |
| 1      | Kentsk tärna                                   | Thalasseus sandvicensis                               |
| 1      | Klippduva                                      | Columba livia                                         |
| 5      | Klippkaja                                      | Coloeus dauuricus                                     |
| 5      | Klippsparv                                     | Emberiza cia                                          |
| 5      | Klippsvala                                     | Ptyonoprogne rupestris                                |
| 4      | Klykstjärtad stormsvala                        | Hydrobates leucorhous                                 |
| 1      | Knipa                                          | Bucephala clangula                                    |
| 1      | Knölsvan                                       | Cygnus olor                                           |
| 5      | Kohäger                                        | Bubulcus ibis                                         |
| 1      | Koltrast                                       | Turdus merula                                         |
| 5      | Kolymasnäppa                                   | Calidris tenuirostris                                 |
| 1      | Kornknarr                                      | Crex crex                                             |
| 1      | Kornsparv                                      | Emberiza calandra                                     |
| 1      | Korp                                           | Corvus corax                                          |
| 4      | Korttålärka                                    | Calandrella brachydactyla                             |
| 5      | Kragtrapp                                      | Chlamydotis macqueenii                                |
| 1      | Kricka                                         | Anas crecca                                           |
| 1      | Kråka                                          | Corvus corone                                         |
| 1      | Kungsfiskare                                   | Alcedo atthis                                         |
| 1      | Kungsfågel                                     | Regulus regulus                                       |
| 4      | Kungsfågelsångare                              | Phylloscopus proregulus                               |
| 1      | Kungsörn                                       | Aquila chrysaetos                                     |
| 1      | Kustlabb                                       | Stercorarius parasiticus                              |
| 3      | Kustpipare                                     | Pluvialis squatarola                                  |
| 3      | Kustsnäppa                                     | Calidris canutus                                      |
| 1      | Kärrsnäppa                                     | Calidris alpina                                       |
| 1      | Kärrsångare                                    | Acrocephalus palustris                                |
| 5      | Kärrtärna                                      | Sterna forsteri                                       |
| 1      | Ladusvala                                      | Hirundo rustica                                       |
| 1      | Lappmes                                        | Poecile cinctus                                       |
| 1      | Lappsparv                                      | Calcarius lapponicus                                  |
| 1      | Lappuggla                                      | Strix nebulosa                                        |
| 1      | Lavskrika                                      | Perisoreus infaustus                                  |
| 1      | Ljungpipare                                    | Pluvialis apricaria                                   |
| 1      | Lundsångare                                    | Phylloscopus trochiloides                             |
| 4      | Lunnefågel                                     | Fratercula arctica                                    |
| 5      | Långnäbbad mås                                 | Chroicocephalus genei                                 |
| 5      | Långtåsnäppa                                   | Calidris subminuta                                    |
| 1      | Lärkfalk                                       | Falco subbuteo                                        |
| 1      | Lövsångare                                     | Phylloscopus trochilus                                |
| 5      | Macchiasångare                                 | Iduna opaca                                           |
| 1      | Mandarinand                                    | Aix sponsa                                            |
| 5      | Masktörnskata                                  | Lanius nubicus                                        |
| 5      | Medelhavslira                                  | Puffinus yelkouan                                     |
| 4      | Medelhavstrut                                  | Larus michahellis                                     |
| 5      | Mellanspett                                    | Dendrocoptes medius                                   |
| 5      | Mindre albatross                               | Thalassarche chlororhynchos                           |
| 5      | Mindre beckasinsnäppa                          | Limnodromus griseus                                   |
| 5      | Mindre bergand                                 | Aythya affinis                                        |
| 1      | Mindre flugsnappare                            | Ficedula parva                                        |
| 5      | Mindre gulbena                                 | Tringa flavipes                                       |
| 1      | Mindre hackspett                               | Dryobates minor                                       |
| 1      | Mindre korsnäbb                                | Loxia curvirostra                                     |
| 4      | Mindre lira                                    | Puffinus puffinus                                     |
| 4      | Mindre skrikörn                                | Clanga pomarina                                       |
| 1      | Mindre strandpipare                            | Thinornis dubius                                      |
| 4      | Mindre sumphöna                                | Zapornia parva                                        |
| 3      | Mindre sångsvan                                | Cygnus columbianus                                    |
| 5      | Minervauggla                                   | Athene noctua                                         |
| 5      | Mongolfink                                     | Bucanetes mongolicus                                  |
| 5      | Mongolpiplärka                                 | Anthus godlewskii                                     |
| 1      | Morkulla                                       | Scolopax rusticola                                    |
| 1      | Mosnäppa                                       | Calidris temminckii                                   |
| 1      | Myrsnäppa                                      | Calidris falcinellus                                  |
| 1      | Myrspov                                        | Limosa lapponica                                      |
| 5      | Natthäger                                      | Nycticorax nycticorax                                 |
| 1      | Nattskärra                                     | Caprimulgus europaeus                                 |
| 4      | Nilgås                                         | Alopochen aegyptiaca                                  |
| 1      | Nordsångare                                    | Phylloscopus borealis                                 |
| 5      | Nunnestenskvätta                               | Oenanthe pleschanka                                   |
| 1      | Näktergal                                      | Luscinia luscinia                                     |
| 1      | Nötkråka                                       | Nucifraga caryocatactes                               |
| 1      | Nötskrika                                      | Garrulus glandarius                                   |
| 1      | Nötväcka                                       | Sitta europaea                                        |
| 5      | Orientpipare                                   | Anarhynchus veredus                                   |
| 5      | Orientseglare                                  | Apus pacificus                                        |
| 5      | Orientvadarsvala                               | Glareola maldivarum                                   |
| 1      | Ormvråk                                        | Buteo buteo                                           |
| 5      | Ormörn                                         | Circaetus gallicus                                    |
| 1      | Orre                                           | Lyrurus tetrix                                        |
| 1      | Ortolansparv                                   | Emberiza hortulana                                    |
| 5      | Papegojalka                                    | Aethia psittacula                                     |
| 1      | Pilfink                                        | Passer montanus                                       |
| 1      | Pilgrimsfalk                                   | Falco peregrinus                                      |
| 5      | Piparsnäppa                                    | Bartramia longicauda                                  |
| 5      | Polargås                                       | Branta hutchinsii                                     |
| 5      | Polyglottsångare                               | Hippolais polyglotta                                  |
| 4      | Praktejder                                     | Somateria spectabilis                                 |
| 5      | Provencesångare                                | Curruca undata                                        |
| 3      | Prutgås                                        | Branta bernicla                                       |
| 5      | Prärielöpare                                   | Calidris subruficollis                                |
| 5      | Präriemås                                      | Leucophaeus pipixcan                                  |
| 5      | Präriesimsnäppa                                | Phalaropus tricolor                                   |
| 5      | Prärietrana                                    | Antigone canadensis                                   |
| 1      | Pungmes                                        | Remiz pendulinus                                      |
| 5      | Purpurhäger                                    | Ardea purpurea                                        |
| 1      | Pärluggla                                      | Aegolius funereus                                     |
| 5      | Rallhäger                                      | Ardeola ralloides                                     |
| 1      | Rapphöna                                       | Perdix perdix                                         |
| 5      | Ringand                                        | Aythya collaris                                       |
| 1      | Ringduva                                       | Columba palumbus                                      |
| 5      | Ringnäbbad mås                                 | Larus delawarensis                                    |
| 1      | Ringtrast                                      | Turdus torquatus                                      |
| 1      | Rosenfink                                      | Carpodacus erythrinus                                 |
| 5      | Rosenmås                                       | Rhodostethia rosea                                    |
| 4      | Rosenstare                                     | Pastor roseus                                         |
| 5      | Rosensångare                                   | Curruca subalpina                                     |
| 5      | Rosentärna                                     | Sterna dougallii                                      |
| 1      | Roskarl                                        | Arenaria interpres                                    |
| 4      | Rostand                                        | Tadorna ferruginea                                    |
| 5      | Rostgumpad törnskata                           | Lanius schach                                         |
| 4      | Rostgumpsvala                                  | Cecropis rufula                                       |
| 5      | Rostskogstrast                                 | Catharus fuscescens                                   |
| 5      | Rostsparv                                      | Emberiza caesia                                       |
| 5      | Rostsångare                                    | Curruca iberiae                                       |
| 5      | Rubinnäktergal                                 | Calliope calliope                                     |
| 1      | Råka                                           | Corvus frugilegus                                     |
| 1      | Röd glada                                      | Milvus milvus                                         |
| 1      | Rödbena                                        | Tringa totanus                                        |
| 5      | Rödfalk                                        | Falco naumanni                                        |
| 1      | Rödhake                                        | Erithacus rubecula                                    |
| 4      | Rödhalsad gås                                  | Branta ruficollis                                     |
| 5      | Rödhalsad snäppa                               | Calidris ruficollis                                   |
| 4      | Rödhuvad dykand                                | Netta rufina                                          |
| 5      | Rödhuvad törnskata                             | Lanius senator                                        |
| 5      | Rödkindad sparv                                | Emberiza fucata                                       |
| 1      | Rödspov                                        | Limosa limosa                                         |
| 1      | Rödstjärt                                      | Phoenicurus phoenicurus                               |
| 1      | Rödstrupig piplärka                            | Anthus cervinus                                       |
| 5      | Rödstrupig sångare                             | Curruca cantillans                                    |
| 5      | Rödtrast                                       | Turdus                                                |
| 5      | Rödvingad vadarsvala                           | Glareola pratincola                                   |
| 1      | Rödvingetrast                                  | Turdus iliacus                                        |
| 5      | Rödögd vireo                                   | Vireo olivaceus                                       |
| 1      | Rördrom                                        | Botaurus stellaris                                    |
| 1      | Rörhöna                                        | Gallinula chloropus                                   |
| 1      | Rörsångare                                     | Acrocephalus scirpaceus                               |
| 1      | Salskrake                                      | Mergellus albellus                                    |
| 5      | Sammetshätta                                   | Curruca melanocephala                                 |
| 3      | Sandlöpare                                     | Calidris alba                                         |
| 5      | Sandsnäppa                                     | Calidris pusilla                                      |
| 4      | Sandtärna                                      | Gelochelidon nilotica                                 |
| 5      | Saxaulsångare                                  | Iduna rama                                            |
| 5      | Sibirisk gråsnäppa                             | Tringa brevipes                                       |
| 5      | Sibirisk järnsparv                             | Prunella montanella                                   |
| 5      | Sibirisk knölsvärta                            | Melanitta stejnegeri                                  |
| 5      | Sibirisk lundsångare                           | Phylloscopus plumbeitarsus                            |
| 5      | Sibirisk piplärka                              | Anthus hodgsoni                                       |
| 5      | Sibirisk trast                                 | Geokichla sibirica                                    |
| 5      | Sibirisk tundrapipare                          | Pluvialis fulva                                       |
| 1      | Sidensvans                                     | Bombycilla garrulus                                   |
| 4      | Silkeshäger                                    | Egretta garzetta                                      |
| 1      | Sillgrissla                                    | Uria aalge                                            |
| 1      | Silltrut                                       | Larus fuscus                                          |
| 1      | Silvertärna                                    | Sterna paradisaea                                     |
| 1      | Sjöorre                                        | Melanitta nigra                                       |
| 1      | Skata                                          | Pica pica                                             |
| 5      | Skatgök                                        | Clamator glandarius                                   |
| 1      | Skedand                                        | Spatula clypeata                                      |
| 4      | Skedstork                                      | Platalea leucorodia                                   |
| 1      | Skogsduva                                      | Columba oenas                                         |
| 1      | Skogsgås                                       | Anser fabalis                                         |
| 1      | Skogssnäppa                                    | Tringa ochropus                                       |
| 5      | Skorstenseglare                                | Chaetura pelagica                                     |
| 1      | Skrattmås                                      | Chroicocephalus ridibundus                            |
| 1      | Skräntärna                                     | Hydroprogne caspia                                    |
| 1      | Skäggdopping                                   | Podiceps cristatus                                    |
| 1      | Skäggmes                                       | Panurus biarmicus                                     |
| 5      | Skäggtärna                                     | Chlidonias hybridus                                   |
| 1      | Skärfläcka                                     | Recurvirostra avosetta                                |
| 1      | Skärpiplärka                                   | Anthus petrosus                                       |
| 1      | Skärsnäppa                                     | Calidris maritima                                     |
| 1      | Slaguggla                                      | Strix uralensis                                       |
| 1      | Smalnäbbad simsnäppa                           | Phalaropus lobatus                                    |
| 5      | Smutsgam                                       | Neophron percnopterus                                 |
| 1      | Smådopping                                     | Tachybaptus ruficollis                                |
| 1      | Småfläckig sumphöna                            | Porzana porzana                                       |
| 1      | Smålom                                         | Gavia stellata                                        |
| 1      | Småskrake                                      | Mergus serrator                                       |
| 3      | Småsnäppa                                      | Calidris minuta                                       |
| 1      | Småspov                                        | Numenius phaeopus                                     |
| 5      | Småtrapp                                       | Tetrax tetrax                                         |
| 1      | Småtärna                                       | Sternula albifrons                                    |
| 1      | Snatterand                                     | Mareca strepera                                       |
| 1      | Snösparv                                       | Plectrophenax nivalis                                 |
| 1      | Sommargylling                                  | Oriolus oriolus                                       |
| 1      | Sothöna                                        | Fulica atra                                           |
| 5      | Sottärna                                       | Onychoprion fuscatus                                  |
| 5      | Sotvingad mås                                  | Leucophaeus atricilla                                 |
| 5      | Spansk sparv                                   | Passer hispaniolensis                                 |
| 1      | Sparvhök                                       | Accipiter nisus                                       |
| 1      | Sparvuggla                                     | Glaucidium passerinum                                 |
| 5      | Spetsbergsgrissla                              | Uria lomvia                                           |
| 3      | Spetsbergsgås                                  | Anser brachyrhynchus                                  |
| 5      | Spetsstjärtad duva                             | Zenaida macroura                                      |
| 5      | Spetsstjärtad snäppa                           | Calidris acuminata                                    |
| 1      | Spillkråka                                     | Dryocopus martius                                     |
| 3      | Spovsnäppa                                     | Calidris ferruginea                                   |
| 1      | Stare                                          | Sturnus vulgaris                                      |
| 5      | Starrsångare                                   | Helopsaltes certhiola                                 |
| 1      | Steglits                                       | Carduelis carduelis                                   |
| 1      | Stenfalk                                       | Falco columbarius                                     |
| 1      | Stenknäck                                      | Coccothraustes coccothraustes                         |
| 5      | Stenpiplärka                                   | Anthus japonicus                                      |
| 1      | Stenskvätta                                    | Oenanthe oenanthe                                     |
| 5      | Stensvala                                      | Petrochelidon pyrrhonota                              |
| 5      | Stentrast                                      | Monticola saxatilis                                   |
| 5      | Stillahavslom                                  | Gavia pacifica                                        |
| 1      | Stjärtand                                      | Anas acuta                                            |
| 1      | Stjärtmes                                      | Aegithalos caudatus                                   |
| 4      | Storlabb                                       | Stercorarius skua                                     |
| 1      | Storlom                                        | Gavia arctica                                         |
| 3      | Stormfågel                                     | Fulmarus glacialis                                    |
| 4      | Stormsvala                                     | Hydrobates pelagicus                                  |
| 1      | Storskarv                                      | Phalacrocorax carbo                                   |
| 1      | Storskrake                                     | Mergus merganser                                      |
| 1      | Storspov                                       | Numenius arquata                                      |
| 5      | Stortrapp                                      | Otis tarda                                            |
| 1      | Strandskata                                    | Haematopus ostralegus                                 |
| 4      | Stripgås                                       | Anser indicus                                         |
| 5      | Strömand                                       | Histrionicus histrionicus                             |
| 1      | Strömstare                                     | Cinclus cinclus                                       |
| 5      | Stubbstjärtseglare                             | Apus affinis                                          |
| 5      | Styltlöpare                                    | Himantopus himantopus                                 |
| 5      | Styltsnäppa                                    | Calidris himantopus                                   |
| 5      | Stäppflyghöna                                  | Syrrhaptes paradoxus                                  |
| 4      | Stäpphök                                       | Circus macrourus                                      |
| 5      | Stäppsångare                                   | Iduna caligata                                        |
| 5      | Stäppvipa                                      | Vanellus gregarius                                    |
| 5      | Stäppörn                                       | Aquila nipalensis                                     |
| 5      | Större beckasinsnäppa                          | Limnodromus scolopaceus                               |
| 5      | Större gulbena                                 | Tringa melanoleuca                                    |
| 1      | Större hackspett                               | Dendrocopos major                                     |
| 1      | Större korsnäbb                                | Loxia pytyopsittacus                                  |
| 5      | Större lira                                    | Ardenna gravis                                        |
| 4      | Större piplärka                                | Anthus richardi                                       |
| 4      | Större skrikörn                                | Clanga clanga                                         |
| 1      | Större strandpipare                            | Charadrius hiaticula                                  |
| 5      | Större turturduva                              | Streptopelia orientalis                               |
| 5      | Sumpcettia                                     | Cettia cetti                                          |
| 5      | Sumpvipa                                       | Vanellus leucurus                                     |
| 5      | Svart buskskvätta                              | Saxicola caprata                                      |
| 1      | Svart rödstjärt                                | Phoenicurus ochruros                                  |
| 2      | Svart stork                                    | Ciconia nigra                                         |
| 5      | Svartand                                       | Anas rubripes                                         |
| 4      | Svartbent strandpipare                         | Anarhynchus alexandrinus                              |
| 5      | Svartbrynad albatross                          | Thalassarche melanophris                              |
| 1      | Svarthakad buskskvätta                         | Saxicola torquatus                                    |
| 1      | Svarthakedopping                               | Podiceps auritus                                      |
| 1      | Svarthalsad dopping                            | Podiceps nigricollis                                  |
| 5      | Svarthalsad trast                              | Turdus atrogularis                                    |
| 4      | Svarthuvad mås                                 | Ichthyaetus melanocephalus                            |
| 5      | Svarthuvad sparv                               | Emberiza melanocephala                                |
| 5      | Svarthuvad trut                                | Ichthyaetus ichthyaetus                               |
| 1      | Svarthätta                                     | Sylvia atricapilla                                    |
| 5      | Svartlärka                                     | Melanocorypha yeltoniensis                            |
| 1      | Svartmes                                       | Periparus ater                                        |
| 4      | Svartnäbbad islom                              | Gavia immer                                           |
| 4      | Svartpannad törnskata                          | Lanius minor                                          |
| 1      | Svartsnäppa                                    | Tringa erythropus                                     |
| 5      | Svartstrupig järnsparv                         | Prunella atrogularis                                  |
| 1      | Svarttärna                                     | Chlidonias niger                                      |
| 5      | Svartvingad glada                              | Elanus caeruleus                                      |
| 5      | Svartvingad vadarsvala                         | Glareola nordmanni                                    |
| 1      | Svartvit flugsnappare                          | Ficedula hypoleuca                                    |
| 1      | Svärta                                         | Melanitta fusca                                       |
| 5      | Sydnäktergal                                   | Luscinia megarhynchos                                 |
| 1      | Sånglärka                                      | Alauda arvensis                                       |
| 5      | Sångsparv                                      | Melospiza melodia                                     |
| 1      | Sångsvan                                       | Cygnus cygnus                                         |
| 1      | Sädesärla                                      | Motacilla alba                                        |
| 1      | Sävsparv                                       | Emberiza schoeniclus                                  |
| 1      | Sävsångare                                     | Acrocephalus schoenobaenus                            |
| 5      | Taggstjärtseglare                              | Hirundapus caudacutus                                 |
| 2      | Tajgablåstjärt                                 | Tarsiger cyanurus                                     |
| 5      | Tajgaflugsnappare                              | Ficedula albicilla                                    |
| 4      | Tajgasångare                                   | Phylloscopus inornatus                                |
| 1      | Talgoxe                                        | Parus major                                           |
| 1      | Tallbit                                        | Pinicola enucleator                                   |
| 5      | Tallsparv                                      | Emberiza leucocephalos                                |
| 1      | Talltita                                       | Poecile montanus                                      |
| 1      | Taltrast                                       | Turdus philomelos                                     |
| 5      | Tempelsvala                                    | Cecropis daurica                                      |
| 4      | Tereksnäppa                                    | Xenus cinereus                                        |
| 5      | Tibetpipare                                    | Anarhynchus atrifrons                                 |
| 5      | Tjockfot                                       | Burhinus oedicnemus                                   |
| 1      | Tjäder                                         | Tetrao urogallus                                      |
| 1      | Tobisgrissla                                   | Cepphus grylle                                        |
| 5      | Tofslunne                                      | Fratercula cirrhata                                   |
| 4      | Tofslärka                                      | Galerida cristata                                     |
| 1      | Tofsmes                                        | Lophophanes cristatus                                 |
| 1      | Tofsvipa                                       | Vanellus vanellus                                     |
| 1      | Toppskarv                                      | Gulosus aristotelis                                   |
| 1      | Tordmule                                       | Alca torda                                            |
| 1      | Tornfalk                                       | Falco tinnunculus                                     |
| 1      | Tornseglare                                    | Apus apus                                             |
| 2      | Tornuggla                                      | Tyto alba                                             |
| 1      | Trana                                          | Grus grus                                             |
| 1      | Trastsångare                                   | Acrocephalus arundinaceus                             |
| 1      | Tretåig hackspett                              | Picoides tridactylus                                  |
| 1      | Tretåig mås                                    | Rissa tridactyla                                      |
| 1      | Trädgårdssångare                               | Sylvia borin                                          |
| 1      | Trädgårdsträdkrypare                           | Certhia brachydactyla                                 |
| 1      | Trädkrypare                                    | Certhia familiaris                                    |
| 1      | Trädlärka                                      | Lullula arborea                                       |
| 5      | Trädmås                                        | Chroicocephalus philadelphia                          |
| 1      | Trädpiplärka                                   | Anthus trivialis                                      |
| 5      | Träsksångare                                   | Locustella lanceolata                                 |
| 5      | Tundrapiplärka                                 | Anthus gustavi                                        |
| 5      | Tundrasnäppa                                   | Calidris mauri                                        |
| 5      | Tundrasparv                                    | Spizelloides arborea                                  |
| 1      | Turkduva                                       | Streptopelia decaocto                                 |
| 5      | Turkestanlärka                                 | Alaudala heinei                                       |
| 5      | Turkestantörnskata                             | Lanius phoenicuroides                                 |
| 4      | Turturduva                                     | Streptopelia turtur                                   |
| 4      | Tuvsnäppa                                      | Calidris melanotos                                    |
| 5      | Tygeltärna                                     | Onychoprion anaethetus                                |
| 4      | Tärnmås                                        | Xema sabini                                           |
| 1      | Törnskata                                      | Lanius collurio                                       |
| 1      | Törnsångare                                    | Curruca communis                                      |
| 1      | Vaktel                                         | Coturnix coturnix                                     |
| 5      | Vandringstrast                                 | Turdus migratorius                                    |
| 1      | Varfågel                                       | Lanius excubitor                                      |
| 1      | Vassångare                                     | Locustella luscinioides                               |
| 4      | Vattenpiplärka                                 | Anthus spinoletta                                     |
| 1      | Vattenrall                                     | Rallus aquaticus                                      |
| 5      | Vattensångare                                  | Acrocephalus paludicola                               |
| 1      | Videsparv                                      | Emberiza rustica                                      |
| 4      | Videsångare                                    | Phylloscopus schwarzi                                 |
| 1      | Vigg                                           | Aythya fuligula                                       |
| 1      | Vinterhämpling                                 | Linaria flavirostris                                  |
| 2      | Vit stork                                      | Ciconia ciconia                                       |
| 5      | Vitgumpad buskskvätta                          | Saxicola maurus                                       |
| 5      | Vitgumpseglare                                 | Apus caffer                                           |
| 5      | Vitgumpsnäppa                                  | Calidris fuscicollis                                  |
| 1      | Vitkindad gås                                  | Branta leucopsis                                      |
| 4      | Vitnackad svärta                               | Melanitta perspicillata                               |
| 4      | Vitnäbbad islom                                | Gavia adamsii                                         |
| 1      | Vitryggig hackspett                            | Dendrocopos leucotos                                  |
| 5      | Vitstrupig näktergal                           | Irania gutturalis                                     |
| 5      | Vitstrupig sparv                               | Zonotrichia albicollis                                |
| 4      | Vittrut                                        | Larus hyperboreus                                     |
| 5      | Vitvingad lärka                                | Alauda leucoptera                                     |
| 4      | Vitvingad trut                                 | Larus glaucoides                                      |
| 4      | Vitvingad tärna                                | Chlidonias leucopterus                                |
| 5      | Vitögd dykand                                  | Aythya nyroca                                         |
| 5      | Västlig medelhavsstenskvätta                   | Oenanthe hispanica                                    |
| 1      | Årta                                           | Spatula querquedula                                   |
| 1      | Ägretthäger                                    | Egretta alba                                          |
| 1      | Ängshök                                        | Circus pygargus                                       |
| 1      | Ängspiplärka                                   | Anthus pratensis                                      |
| 1      | Ärtsångare                                     | Curruca curruca                                       |
| 5      | Ökenlöpare                                     | Cursorius cursor                                      |
| 5      | Ökennattskärra                                 | Caprimulgus aegyptius                                 |
| 5      | Ökenpipare                                     | Anarhynchus leschenaultii                             |
| 5      | Ökenstenskvätta                                | Oenanthe deserti                                      |
| 5      | Ökensångare                                    | Curruca nana                                          |
| 5      | Ökentrumpetare                                 | Bucanetes githagineus                                 |
| 5      | Örnvråk                                        | Buteo rufinus                                         |
| 5      | Östlig kronsångare                             | Phylloscopus coronatus                                |
| 5      | Östlig medelhavsstenskvätta                    | Oenanthe melanoleuca                                  |